# 瀋丹線
瀋丹線（しんたんせん、中国語: 沈丹铁路）は中華人民共和国遼寧省瀋陽市の瀋陽駅と同省丹東市の丹東駅を結ぶ、中国鉄路総公司（CR）が運営する鉄道路線。

## 概要
遼寧省瀋陽市から丹東市に至る全長277 kmの鉄道路線で、瀋陽鉄路局に属している。中国から朝鮮半島に向かう主要路線の一つである。

## 沿革

### 建設
現在の瀋丹線は当初、朝鮮半島と満洲を結ぶ軍用鉄道線として日露戦争中に日本陸軍の臨時鉄道大隊によって建設が開始された。安東（現在の丹東）-奉天（現在の瀋陽）を結ぶことから安奉線（あんぽうせん）と呼ばれ、軌間762 mm（2フィート6インチ）の軽便鉄道だった。安東側から建設が始まり、1904年（明治37年）11月3日には安東-鳳凰城間、1905年（明治38年）2月11日には鳳凰城-下馬塘間が開業した。当初の計画では遼陽で東清鉄道の南部支線と接続する予定だったが、戦況の好転により接続地点は奉天に改められ、同年12月15日には下馬塘-奉天間が完成して安東-奉天間が全通した。建設中に臨時軍用鉄道監部が業務を引き継ぎ、日露戦争後の1906年（明治39年）9月1日に野戦鉄道提理部に移管された。

### 南満洲鉄道時代
日露戦争後の1905年（明治38年）12月、日本がロシアの満洲権益を継承するために清との間に結んだ満洲善後条約において、安奉線の経営は引き続き日本が行うこととなった。しかし、条約締結前の交渉では安奉線の租借期間について日本と清が対立し、交渉の結果日本による租借は撤兵期間1年間、安奉線を軍用鉄道から商業鉄道に転換するための工事期間2年間、工事後の租借期間15年間の計18年間とされた。
1907年（明治40年）4月1日、南満洲鉄道（以下、満鉄）の営業開始と共に安奉線は満鉄に組み込まれた。満鉄に対して政府からは営業開始後3年以内に安奉線を含む満鉄の全鉄道路線を標準軌に改軌することが求められていたものの、改軌工事の開始は遅れ、1909年（明治42年）3月になってようやく初めての日清間の協議が開かれた。しかし、改軌と同時に行う陳相-奉天間の路線変更（当時の安奉線は陳相から撫安を経由し直接奉天に至っていたが、満鉄は蘇家屯で満鉄本線に接続することを主張していた）について清側が反対意見を示したため、改軌工事を開始することができなかった。清側の態度の硬化により日清間の交渉は行き詰まるが、日本側は8月に入って清の了承を得ずに改軌工事を強行することを決定し、最終的には8月19日に日清間で覚書が成立することで清の同意を得て改軌工事は進められた。改軌工事は1911年（明治44年）11月に全線で完了している。日清間で問題となった陳相-奉天間の経路については当初、撫順線の一部を利用し、渾河で満鉄本線に接続する仮設線が敷設されたが、1914年（大正3年）1月には撫順線を経由して蘇家屯で満鉄本線に接続する形に改められ、さらに1918年（大正7年）12月には満鉄案に沿った呉家屯を経て蘇家屯に至る路線が完成して現在の形となった。1911年11月の改軌完成と同時に、鴨緑江を渡って安東と朝鮮の新義州を結ぶ鴨緑江鉄橋が開通し、安奉線は安東では朝鮮の京義線と、奉天では満鉄本線と接続して朝鮮と満州を直結する重要路線となって日本の大陸への足がかりとして大きな役割を果たすこととなった。1930年代および1940年代には釜山から朝鮮総督府鉄道、満鉄を経由して新京や北京に至る国際列車が複数運行され、安奉線は日本本土から釜山を経て満洲や北京、さらにはシベリア鉄道を利用してヨーロッパにまで至る国際連絡運輸の一部を担っていた。1944年（昭和19年）9月には戦時下における輸送量の増加により全線複線化されている。

### 第二次世界大戦後
第二次世界大戦の終結後は重要度の低下により全線単線となり瀋安線と改称、1965年に安東市が丹東市と改名したのに伴い瀋丹線と改称された。現在、蘇家屯～本渓～南芬、祁家堡～草河口が複線になり、ことに丹東側は単線であるが、全体を複線にするように努めている。
瀋丹旅客専用線が建設され、2015年9月1日に開業した。

## 駅一覧

### 本線
- 全駅遼寧省内に所在。

| 駅名         | 駅名         | 駅名              | 駅間キロ (km) | 累計キロ (km) | 接続路線                                                                                  | 所在地                                  | 所在地                                  |  |
| 日本語       | 現地語       | 英語              | 駅間キロ (km) | 累計キロ (km) | 接続路線                                                                                  | 所在地                                  | 所在地                                  |  |
| ------------ | ------------ | ----------------- | ------------- | ------------- | ----------------------------------------------------------------------------------------- | --------------------------------------- | --------------------------------------- |  |
| 瀋陽駅       | 沈阳站       | Shenyang          | 0             | 0             | 中国鉄路総公司：瀋大線・哈大線・瀋吉線・瀋山線・瀋撫線・哈大旅客専用線 瀋陽地下鉄：■1号線 | 瀋陽市                                  | 和平区                                  |  |
| 渾河駅       | 浑河站       | Hunhe             | 8             | 8             | 中国鉄路総公司：瀋大線                                                                    | 瀋陽市                                  | 渾南区                                  |  |
| 蘇北駅       | 苏北站       | Subei             | 5             | 13            | 中国鉄路総公司：瀋大線                                                                    | 瀋陽市                                  | 渾南区                                  |  |
| 蘇家屯駅     | 苏家屯站     | Sujiatun          | 3             | 16            | 中国鉄路総公司：瀋大線                                                                    | 瀋陽市                                  | 蘇家屯区                                |  |
| 瀋陽自貿区駅 | 沈阳自贸区站 | Wujiatun          | 10            | 26            |                                                                                           | 瀋陽市                                  | 蘇家屯区                                |  |
| 陳相屯駅     | 陈相屯站     | Chenxiangtun      | 10            | 36            |                                                                                           | 瀋陽市                                  | 蘇家屯区                                |  |
| 姚千戸屯駅   | 姚千户屯站   | Yaoqianhutun      | 11            | 47            |                                                                                           | 瀋陽市                                  | 蘇家屯区                                |  |
| 歪頭山駅     | 歪头山站     | Waitoushan        | 7             | 54            |                                                                                           | 本渓市                                  | 渓湖区                                  |  |
| 石橋子駅     | 石桥子站     | Shiqiaozi         | 6             | 60            | 中国鉄路総公司：威寧線                                                                    | 本渓市                                  | 渓湖区                                  |  |
| 高家歳駅     | 高家岁站     | Gaojiasui         | 6             | 66            |                                                                                           | 本渓市                                  | 渓湖区                                  |  |
| 火連寨駅     | 火连寨站     | Huolianzhai       | 7             | 73            |                                                                                           | 本渓市                                  | 渓湖区                                  |  |
| 本渓湖駅     | 本溪湖站     | Benxihu           | 6             | 79            |                                                                                           | 本渓市                                  | 渓湖区                                  |  |
| 本渓駅       | 本溪站       | Benxi             | 5             | 84            | 中国鉄路総公司：威寧線・遼渓線・渓田線                                                    | 本渓市                                  | 平山区                                  |  |
| 福金駅       | 福金站       | Fujin             | 4             | 88            |                                                                                           | 本渓市                                  | 平山区                                  |  |
| 橋北駅       | 桥北站       | Qiaobei           | 7             | 95            |                                                                                           | 本渓市                                  | 平山区                                  |  |
| 橋頭駅       | 桥头站       | Qiaotou           | 2             | 97            |                                                                                           | 本渓市                                  | 平山区                                  |  |
| 金坑駅       | 金坑站       | Jinkeng           | 7             | 104           |                                                                                           | 本渓市                                  | 南芬区                                  |  |
| 南芬駅       | 南芬站       | Nanfen            | 5             | 109           |                                                                                           | 本渓市                                  | 南芬区                                  |  |
| 下馬塘駅     | 下马塘站     | Xiamatang         | 11            | 120           |                                                                                           | 本渓市                                  | 南芬区                                  |  |
| 連山関駅     | 连山关站     | Lianshanguan      | 8             | 128           |                                                                                           | 本渓市                                  | 南芬区                                  |  |
| 祁家堡駅     | 祁家堡站     | Qijiabao          | 10            | 138           |                                                                                           | 本渓市                                  | 本渓満族自治県                          |  |
| 草河口駅     | 草河口站     | Caohekou          | 10            | 148           |                                                                                           | 本渓市                                  | 本渓満族自治県                          |  |
| 通遠堡駅     | 通远堡站     | Tongyuanbao       | 12            | 160           |                                                                                           | 丹東市                                  | 鳳城市                                  |  |
| 林家台駅     | 林家台站     | Linjiatai         | 10            | 170           |                                                                                           | 丹東市                                  | 鳳城市                                  |  |
| 劉家河駅     | 刘家河站     | Liujiahe          | 6             | 176           | 中国鉄路総公司：瀋丹線（乙線）                                                            | 丹東市                                  | 鳳城市                                  |  |
| 秋木荘駅     | 秋木庄站     | Qiumuzhuang       | 7             | 183           |                                                                                           | 丹東市                                  | 鳳城市                                  |  |
| 鶏冠山駅     | 鸡冠山站     | Jiguanshan        | 14            | 197           |                                                                                           | 丹東市                                  | 鳳城市                                  |  |
| 袁家堡駅     | 袁家堡站     | Yuanjiabao        | 6             | 203           |                                                                                           | 丹東市                                  | 鳳城市                                  |  |
| 四台子駅     | 四台子站     | Sitaizi           | 5             | 208           |                                                                                           | 丹東市                                  | 鳳城市                                  |  |
| 二台子駅     | 二台子站     | Ertaizi           | 5             | 213           |                                                                                           | 丹東市                                  | 鳳城市                                  |  |
| 鳳凰城駅     | 凤凰城站     | Fenghuangcheng    | 4             | 217           | 中国鉄路総公司：鳳上線・瀋丹線（乙線）                                                    | 丹東市                                  | 鳳城市                                  |  |
| 張家堡駅     | 张家堡站     | Zhangjiabao       | 7             | 224           |                                                                                           | 丹東市                                  | 鳳城市                                  |  |
| 一面山駅     | 一面山站     | Yimianshan        | 12            | 232           |                                                                                           | 丹東市                                  | 鳳城市                                  |  |
| 湯河駅       | 汤河站       | Tanghe            | 6             | 238           |                                                                                           | 丹東市                                  | 鳳城市                                  |  |
| 湯山城駅     | 汤山城站     | Tangshancheng     | 6             | 244           |                                                                                           | 丹東市                                  | 鳳城市                                  |  |
| 五龍背駅     | 五龙背站     | Wulongbei         | 9             | 253           |                                                                                           | 丹東市                                  | 振安区                                  |  |
| 老古溝駅     | 老古沟站     | Laogugou          | 7             | 260           |                                                                                           | 丹東市                                  | 振安区                                  |  |
| 金山湾駅     | 金山湾站     | Jinshanwan        | 3             | 263           |                                                                                           | 丹東市                                  | 元宝区                                  |  |
| 蛤蟆塘駅     | 蛤蟆塘站     | Hamatang          | 6             | 267           |                                                                                           | 丹東市                                  | 元宝区                                  |  |
| 沙河鎮駅     | 沙河镇站     | Shahezhen         | 7             | 274           |                                                                                           | 丹東市                                  | 元宝区                                  |  |
| 丹東駅       | 丹东站       | Dandong           | 3             | 277           | 中国鉄路総公司：瀋大線・瀋丹旅客専用線・丹大都市間鉄道                                    | 丹東市                                  | 振興区                                  |  |
| 中朝友誼橋   | 중조우의교   |                   |               |               |                                                                                           |                                         |                                         |  |
| 新義州青年駅 | 신의주청년역 | Sinuiju Chongnyon |               |               | 北朝鮮鉄道省：平義線・江岸線                                                              | 朝鮮民主主義人民共和国 平安北道新義州市 | 朝鮮民主主義人民共和国 平安北道新義州市 |  |

### 乙線
- 全駅遼寧省丹東市鳳城市内に所在。

| 駅名     | 駅名     | 駅名           | 駅間キロ (km) | 瀋陽からの 累計キロ (km) | 接続路線                               |
| 日本語   | 現地語   | 英語           | 駅間キロ (km) | 瀋陽からの 累計キロ (km) | 接続路線                               |
| -------- | -------- | -------------- | ------------- | ------------------------ | -------------------------------------- |
| 劉家河駅 | 刘家河站 | Liujiahe       | -             | 176                      | 中国鉄路総公司：瀋丹線（本線）         |
| 長虹駅   | 长虹站   | Changhong      | 12            | 188                      |                                        |
| 中興駅   | 中兴站   | Subei          | 12            | 200                      |                                        |
| 鳳凰城駅 | 凤凰城站 | Fenghuangcheng | 17            | 217                      | 中国鉄路総公司：鳳上線・瀋丹線（本線） |